# Holdingtherapie
Holdingtherapie of vasthoudtherapie, ook wel reducing therapy genoemd, is een pseudotherapie die in de jaren zeventig werd ontwikkeld door de Amerikaan Robert Zaslow en die is gebaseerd op de omstreden hechtingsstoornistheorie. Er bestaan diverse varianten op de therapie, waaronder die van kinderpsychiater Martha Welch. Holdingtherapie is echter niet wetenschappelijk onderbouwd, en is door diverse critici in twijfel getrokken met aanwijzingen dat dit het kind ernstig kan schaden en de ontwikkeling in grote mate kan verstoren.

## Basisprincipe
In de holdingtherapie is het vertrekpunt dat kinderen problemen hebben of gestoord zijn in de hechting aan hun moeder. Gebrek aan binding tussen moeder en kind is de kern van het hechtingsprobleem. De moeder-kindbinding zou door deze therapie worden bevorderd. In de therapie waren verschillende 'houders' waarvan een het kind bij de hoofd vasthield. De anderen drukten de ledematen van het kind naar beneden en drukten met hun knokkels over de ribbenkast. Dit werd met zoveel kracht gedaan dat het blauwe plekken, blijvend fysiek en psychisch letsels en in sommige gevallen zelfs de dood van het kind. Naast deze marteling werd het kind ook verbaal vernederd. De praktijken zijn uiterst schadelijk voor kinderen. 
De vermeende contact/hechtingsstoornis (niet te verwarren met de medisch erkende RHS) wordt dus niet veroorzaakt door genetische en/of neurologische factoren, maar door een emotioneel onevenwicht waarin angst domineert, en dat leidt tot een sociale terugtocht en tot falen om tot sociale uitwisseling te komen. 
Het vasthouden van het kind door de moeder, opvoeder of therapeut zou ertoe leiden dat het kind uiteindelijk, na een aantal heftige emotionele uitbarstingen, volledig ontspant en zachtheid ervaart. Volhardende armen moeten leiden tot het breken van de wil of agressie. Bij sommige varianten wordt het kind vastgebonden of gaan volwassenen lange tijd op het kind zitten.

## Kritiek
De holdingtherapie wordt toegepast op kinderen met allerlei vormen van ongewenst gedrag, maar steeds gaat men ervan uit dat de hechting aan de moeder het probleem of een van de problemen vormt. 
De holdingtherapie kan ernstige fysieke en psychische gevolgen hebben voor het kind, en de ontwikkeling des te meer verstoren. 
De therapie is ook uiterst intensief, en vereist veel van de begeleiders en ouders, op vlak van doorzettingsvermogen en tolerantie.
Zie hier voor de belangrijkste punten van kritiek die door de wetenschap zijn geopperd.